# Которска крепост
Которската крепост (на черногорски: Которска тврђава; на италиански: Cattaro) е обширно крепостно съоръжение в черногорския град Котор. Цялата отбранителна система включваща крепостни стени, кули, бойници, порти, цитадели, резервоари, замък и спомагателни постройки е имала за цел да защити средновековния град, а в наши дни заедно със старата част на град Котор е част от културното наследство на ЮНЕСКО (включена е в списъка със защитените обекти през 1979 г.).

## История
Укрепление на хълма Свети Иван над града има още от времето на илирите. Император Юстиниан I го достроява през VI в Сегашният си вид крепостта получава след като тук се настаняват венецианците в първата половина на XV в. Градът е обсаждан на два пъти от османците, в резултат на което на два пъти тук се установява османска власт – между 1538 г. и 1571 г. и отново през 1657 – 1699 г. По-късно крепостта става владение на Австрийската империя до поражението ѝ в Първата световна война. След това през 1918 г. крепостните съоръжения са изоставени.
Няколко земетресения нанасят щети на крепостта – през 1563 г., през 1667 г. и през 1979 г. След последното крепостта не само е включена в списъка на културното наследство на ЮНЕСКО, но попада и в списъка на застрашените паметници на културата.

## Описание
Крепостните стени са с дължина над 4 km, ширината им варира от 2 до 15 m, а височината им на места е до 20 m.
В Стария град може да се влезе през три порти – главната Морска порта, позволяваща достъп откъм Которския залив, Северната (позната още и като Речната порта – откъм река Скурда) и Южната. Морската порта е построена през 1555 г., Северната – около 1540 г. и е снабдена с мост, който преминава над река Скурда, а Южната порта е най-стара от трите и датира още от XIII в. Крепостните стени са подсилени с кули, най-забележителна от които е Кампана от XIII – XIV в. На върха на хълма Свети Иван, на 280 m надморска височина, е изграден замъкът, който носи същото име, а зад него се простира планинска местност, водеща към планината Ловчен.

## Галерия
- Цитаделата Св. Иван
- Поглед към Котор
и Которския залив
от крепостта
- Северната порта
- Морската порта
- Част от крепостните стени
- Крепостните стени
(панорама)